# Graham Watanabe
Graham Watanabe, né le 19 mars 1982 à Hailey, est un snowboardeur américain spécialisé dans les épreuves de snowboardcross. 
Au cours de sa carrière, il a disputé les Jeux olympiques d'hiver de 2006 où il prend la 31e place, par ailleurs il a participé à trois mondiaux dont sa meilleure performance est une sixième place en 2009 à Gangwon, enfin en coupe du monde il est monté à cinq reprises sur un podium pour trois victoires.

## Palmarès

### Jeux olympiques d'hiver
| Édition/Discipline | Snowboardcross |
| JO 2006            | 31e            |

### Championnats du monde
| Édition/Discipline | Snowboardcross |
| Mondiaux 2005      | 19e            |
| Mondiaux 2007      | 38e            |
| Mondiaux 2009      | 6e             |

### Coupe du monde
- Meilleur classement général : 18e en 2009.
- Meilleur classement en snowboardcross : 4e en 2008.
- 5 podiums dont 3 victoires en snowboardcross.